# Пьер д’Амбуаз
Пьер д’Амбуаз (1408 — 28 июня 1473) — французский дворянин из рода д’Амбуаз, сын Юга VIII д’Амбуаза (ок. 1385 — 1415), погибшего в битве при Азенкуре, и Жанны де Генан (ок. 1380 — 1425), дочери Гильома III де Генана, сеньора де Борд-дю-Блан.

## Биография
Советник и камергер королей Франции Карла VII и Людовика XI.
Губернатор провинции Турень и владелец замка Соммьер (1461—1465).
Посол Людовика XI в Риме.
Сеньор де Шомон, де Мейан, де Сагон, дез Борд и де Бюсси, де Прёйи, де Мулен, де Шарантон-дю-Шер и др.
Участник Столетней войны. В октябре 1428 года с небольшим отрядом (13 чел.) прибыл на помощь осаждённому англичанами Орлеану. Вместе со своим двоюродным братом Луи д’Амбуазом сражался под командованием Жанны д’Арк под Орлеаном (январь 1429).
В 1434 году стал членом королевского совета. В 1440 году Пьер д’Амбуаз участвовал в феодальном восстании (Прагерия) против короля Франции Карла VII.
В 1465 году Пьер д’Амбуаз принял активное участие в Лиге общественного блага против короля Людовика XI. В 1466 году по приказу короля его владения были конфискованы, а резиденция, замок Шомон-сюр-Луар, разрушена. В 1467 году Пьер д’Амбуаз вышел из Лиги и был помилован королём Людовиком XI, который вернул ему конфискованные ранее владения.
28 июня 1473 года Пьер д’Амбуаз скончался в своем замке Мейан в Берри.

### Семья и дети
23 августа 1428 года он женился на Анне де Брюель (1405—1458), дочери Жана IV де Брюеля (1365—1415), сеньора де Бюей-ан-Турен, и Маргариты д’Овернь, графине Сансера. Их дети:
- Луиза (1429—1516), муж — Гийом Гуфье де Бюсси
- Карл I Амбуаз (1430—1481), любимец Людовика XI
- Жан III Амбуаз (1433—1498), епископ и герцог Лангр
- Эмери (1434—1512), великий магистр Мальтийского ордена (1503—1512), командующий армий Франциска I в походах на Миланское герцогство
- Людовик (1433—1503), епископ Альби (1474—1502)
- Маргарита (1437—1495), 1-й муж — Жан Криспен, а затем 2-й с 10 октября 1457 года Жан II де Рошешуар, барон де Мортмар
- Жан IV д’Амбуаз (1440—1498), сеньор де Бюсси
- Пьер III д’Амбуаз (1450—1505), епископ Пуатье
- Жан д’Амбуаз (? — 1516), епископ Клермонский
- Жорж Амбуаз (1460—1510), кардинал и государственный министр
- Гуго (ок. 1450? — 1515), сеньор d’Aubijoux, женился на Мадлен де Lescun, даме де Sauveterre
- Анна, муж — Жак де Chazeron
- Мария, муж — Жан де Hangest, сеньор де Genlis
- Екатерина, Дам-де-Linieres, которая вышла замуж за барона Пьера де Кастельно-Caylus
- Мадлен Амбуаз (1461—1497), аббатиса Шарантон и Сент-Menoux
- Шарлотта Амбуаз (? — 1497), настоятельница в Пуасси
- Франсуаза Амбуаз, монахиня в Фонтевро